# 零任偶

零任偶電氣符號（對稱版本）

零任偶電氣符號（不對稱版本）

零任偶（nullor）是一種理想的二端口网络，輸入端為零極子，輸出端為任意子，零任偶類似一個理想的放大器，其電壓增益、電流增益、跨導增益和跨阻抗（transimpedance）增益都是無限大。其傳輸參數都為0，也就是說，其輸入-輸出關係可以用以下的矩陣方程式表示。
{\displaystyle {\begin{pmatrix}v_{1}\\i_{1}\end{pmatrix}}={\begin{pmatrix}0&0\\0&0\end{pmatrix}}{\begin{pmatrix}v_{2}\\i_{2}\end{pmatrix}}}
在負回授電路中，零任偶輸出端附近的電路會調整其電壓及電流，迫使零任偶輸入端的電壓及電流為零。例如理想的運算放大器就可以用零任偶來建模。一般教科書中分析有理想運算放大器的回授電路，就是利用零任偶的數學條件來分析運算放大器的週邊電路。

## 例子：有電壓控制的電流吸收電路

圖一：以運算放大器為基礎的電流吸收電路，因為運算放大器可以用零任偶來建模，其輸入電壓及電流可以視為0

圖1是有電壓控制的電流吸收（current sink）電路。電流吸收電路不論輸出電壓VCC的大小，都要抽取iOUT的電流。抽取電流可以由輸入電壓vIN來控制，此處都要將運算放大器理想化為零任偶，再分析電流抽取電路。
由於零任偶輸入側零極子的零電壓特性，運算放大器輸入側的電壓差為零。因此流經參考電阻RR的電壓是由vIN提供，其電流為vIN/RR。也因為輸入側的零電流特性，進入零任偶的電流為零。根據基爾霍夫電路定律，電晶體射極的電流為vIN/RR。根據於零任偶輸出側任意子的特性，不論輸出側的電壓多大，零任偶輸出側可以提供相關電路所需的電流。在此例中，輸出側提供電晶體基極電流iB。對電晶體應用基爾霍夫電路定律，可以得到通過RC的電流為
{\displaystyle i_{\text{OUT}}={\frac {v_{\text{IN}}}{R_{\text{R}}}}-i_{\text{B}}}
其中iB為雙極性電晶體的基極電流，只要電晶體工作在作用區，iB很小，可以忽略。因此根據理想化零任偶的特性，輸出電流是受使用者輸入的電壓vIN及設計者選用的參考電阻RR所決定。
此電路中加入電晶體的目的是減少運算放大器提供給RR的電流。若沒有電晶體，流過RC的電流為iOUT = (VCC − vIN)/RC，因此iOUT會受到VCCVCC的影響，違背其電路設計的目的。另一個好處是運算放大器只需提供電晶體的基極電流，一定會在運算放大器的電流驅動範圍以內。（另外，實際的運算放大器有輸出電流限制，和零任偶不同）
接下來電流受到VCC的影響會受到爾利效應，會使電晶體的β會受到集極基極電壓VCB的影響，其關係是β = β0(1 + VCB/VA)，其中VA即為爾利電壓。根據零任偶可以得到電流吸收電路的输出阻抗為Rout = rO(β + 1) + RC，其中rO為小信號電晶體輸出阻抗，為rO = (VA + VCB)/iout。
利用零任偶的理想化，可以設計運算放大器週邊的電路，不過實務上要如何設計運算放大器才會使其行為像零任偶一様，仍有一些問題存在。

## 延伸閱讀
- P. Kumar and Raj Senani, "Bibliography on nullors and their use in circuit analysis, synthesis and design", Analog Integrated Circuits and Signal Processing, Vol. 33, No. 1, pp. 65–76, October 2002.
- Raj Senani, A. K. Singh, Pragati Kumar, R. K. Sharma, "Nullors, Their Bipolar and CMOS Implementations and Applications in Analog Circuit Synthesis and Design", pp. 31–59, Chapter 2 in "Integrated Circuits for Analog Signal Processing", Springer, 2013.